# San Martín (Meta)
San Martín de los Llanos es un municipio del Meta (Colombia) fundado en 1585. Se encuentra a 70 km de Villavicencio.
El municipio de San Martín es el más antiguo del departamento del Meta, siendo elevada por decreto nacional N.º 237 de 1958 a municipio.

## División Político-Administrativa
Además de su Cabecera municipal. San Martín de los Llanos tiene bajo su jurisdicción los siguientes Centros poblados:
- El Merey
- La Camachera

## Historia

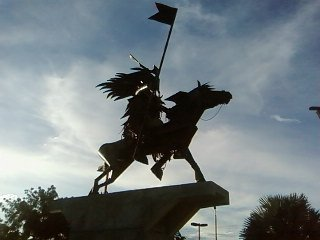
Estatua dedicada a los cachaceros de las legendarias Cuadrillas de San Martín.

### Los primeros conquistadores
Los primeros conquistadores que hicieron su arribo a los llanos orientales fueron Jorge de Espira y Nicolás de Federman en 1531, le siguieron Hernán Pérez de Quezada en 1541, Juan de avellaneda 1550 y Gonzalo Jiménez de Quesada en 1569, todos ellos en busca del soñado dorado, motivo que impulso igualmente al capitán Pedro Daza de Heredia.
San Martín fue fundado en 1585 por el español don Pedro Daza de Heredia, con el nombre de Medina de las Torres, como una ciudad intermedia entre San Juan de los Llanos y Tunja. 
El furor por la defensa de sus vidas, de los indígenas arrasaron totalmente la población de Medina de las Torres por lo que fue reconstruida el 10 de abril de 1641 por el gobernador Juan de Zárate con el nombre de San Martín del Puerto, en el sitio que hoy ocupa a orillas del río Camoa en un ligero pliegue de terreno que ofrece una maravillosa vista panorámica. 
Durante el virreinato el territorio de San Martín perteneció a la provincia de Bogotá y se denominó cantón (región provincial) de San Martín del Puerto. 
A partir de esta fecha los años sucedieron sin hechos de importancia notoria en su apacible y pastoril acontecer solamente alterado algunas veces con los encuentros indígenas o con cambios de nuevos misioneros, autoridades civiles o militares.

### Independencia y periodo republicano
Al iniciar el siglo XIX se perciben los primeros movimientos que no alcanzan a tener la resonancia requerida, pero si el despertar de la participación en la guerra de la independencia, con la intervención de sanmartineros que se alistaron en el ejército independentista, primeramente con Nonato Pérez en la batalla del Upía el 21 de febrero de 1818 y que luego atacó y venció en San Martín al batallón realista. Luego incorporados con servies y después con Santander en el pantano de Vargas y puente de Boyacá, hasta llegar al Perú, y ya de su regreso algunos sanmartineros entre los que se recuerdan a Pablo Enciso y a Paulino Rey, exhibieron las medallas de plata que allá recibieron por su intervención en las batallas y aguerrido valor, cuya inscripción decía “A los vencedores de Ayacucho”. 
El Territorio de San Martín, hizo parte del Estado Soberano de Cundinamarca en la unión colombiana y fue cedido por este al gobierno nacional mediante acto legislativo del 1 de septiembre de 1867. La nación aceptó esa cesión mediante la ley del 4 de junio de 1868, en consecuencia, la administración del territorio pasó a ser de orden nacional y los gastos que esta demandó fueron a cargo del tesorero nacional. Durante esta época tomó la denominación de Territorio Nacional de San Martín y su capital fue San Martín de los Llanos. 
En 1905 se crea la intendencia nacional del Meta y San Martín después de haber sido el centro de los negocios y la vida del llano dejó de ser capital, categoría que adquirió luego Villavicencio en 1959.

## Geografía

### Límites municipales
San Martín está delimitado por los siguientes municipios:
| Noroeste: Guamal, Castilla la Nueva (Río Meta) y Cubarral (Ruta Nacional 65) | Norte: San Carlos de Guaroa y Puerto López      | Nordeste: Puerto López               |
| Oeste: El Dorado, y El Castillo (Río Ariari)                                 |                                                 | Este: Puerto Gaitán (Río Macanacías) |
| Suroeste: Granada y Fuente de Oro                                            | Sur: Puerto Lleras (Caño Nare y Río Macanacías) | Sureste: Mapiripán (Río Macanacías)  |

## Economía
San Martín de los Llanos orientales tiene el reconocimiento de capital ganadera del departamento del Meta por la gran cantidad de cabezas de ganado que se comercializan y se envían al consumo nacional e internacional.
- El sector ganadero utiliza un 63% de la superficie total del municicpio, el sector agrícola ocupa el 1.74 %
- 375.170 ha cultivadas en pastos donde prevalece una ganadería extensiva con 166.130 cabezas de ganado equivalentes a 0.44 cabezas/ha
- 1.74% de la superficie está dedicada a la agricultura donde la palma africana es el cultivo más importante del Municipio con 6.513 ha
- El cultivo del arroz con 1.945 ha ocupando el segundo renglón agrícola en orden de importancia
- 500 hectáreas en cultivos de patilla o sandía.
- 150 hectáreas en cultivos de yuca.
- 120 hectáreas en cultivos de cítricos
- 120 hectáreas en cultivos de plátano

Sector financiero
- Megabanco Fusionado con Banco de Bogotá
- Banco de Bogotá
- Banco Agrario
- Banco BBVA Esta oficina fue retirada y fusionada con la de Villavicencio.

Todas las entidades bancaria mencionadas cuentan con el servicio de cajeros automáticos.

## Cultura

### Festividades
- Festival Internacional Folclórico y Turístico del Llano

Se celebra en el mes de noviembre tiene reconociemento a nivel nacional e internacional, los sanmartineros embellecellen el municipio para celebrar el festival.
- Cuadrillas de San Martín

Son un original ballet ecuestre, de gran calidad artística, argumento, ritmo y colorido; se denominan Juego de Cuadrillas, ejecutado por cuarenta y ocho jinetes, distribuidos en cuatro grupos, de doce chalanes cada una.
Vistosas y atractivas con pintorescos atuendos, ejecutan diez hermosos actos o juegos, en la Plaza de Cuadrillas Gabino de Balboa, especialmente engalanada para el acto. Durante más de cuatro horas, los centauros se integran, en un secular mito de destreza, valor y arte.
Las tradicionales Cuadrillas de San Martín Se celebran cada 11 de noviembre junto con el festival. Las “cuadrillas” reviven con una magnífica coreografía ecuestre, los enfrentamientos entre moros y cristianos y entre indígenas y negros y la integración de las razas y culturas; también se organizan torneos de música llanera y de “coleo”.
También se celebra el día de la Sanmartinidad, es donde se sale por las calles vestidos con trajes llaneros, para celebrar el día de San martin de los llanos.
Esta tradición fue declarada Patrimonio Cultural Inmaterial de la Nación.

## Símbolos
El escudo
Es un diseño de Fernando Mojica, el cual fue aceptado legalmente por el municipio de San Martín. Sobre el campo del jefe en vez de yelmo un centauro en homenaje de los que al mando de Rondón escribieron con su sangre las inmortales del pantano de Vargas, al vaquero de hoy guardián imperecedero de la tradición, de la destreza legendaria, y de la riqueza del departamento.
Al fondo los cuernos de un venado, la fauna variada que se extingue y que tenemos que retener y conservar. A siniestra y diestra un hacha de colono y otra de vaquero recordatorio de esta raza de labriegos y guerreros.
En la punta de la diestra y siniestra dos corocoras garzas púrpuras nombradas con tanta frecuencia en canciones y versos regionales. Remata la punta una cinta de oro con las palabras Honor y Trabajo.
Un cantón del eje sobre metal de plata, símbolo de nobleza paz y serenidad, un león rampante y contorneado. Como homenaje a los héroes que a través de todas las épocas, han escrito las páginas de la gloriosa historia; este cantón simboliza dos épocas, la de ayer, llena de episodios de lucha y de héroes. La de hoy, de paz, trabajo y progreso.
En el cantón de punta y en el color sinople (verde) representa la pereza del agua de los manantiales, la mitología y leyenda del caudaloso Ariari, la esperanza del colono con su machete y hacha abre los caminos del progreso, la juventud que se levanta, monumento pensante del futuro y la amistad que recuerda la frase: “En el Llano no hay forasteros”, sobre el esmalte un arpa, símbolo del sentir de una raza, sus alegrías, sus cantos de gloria a través de su folclore.
En el cantón de diestra, franco cuartel o cuartel de honor, de esmalte gules, símbolo de fuego, fortaleza, valor, fidelidad, alegría y honor.
Sobre el esmalte un cuerno de abundancia derramando frutas sobre calavera de toro que nos muestra los fértiles inviernos y los devastadores veranos, en la punta un paisaje son morichales y atardeceres.
La bandera
La forman tres franjas de igual tamaño y de colores verde, blanco y amarillo que simbolizan la paz que se vive en este territorio, el verdor de las inmensas sabanas y la riqueza de los suelos.
Himno
- Wikisource contiene obras originales de o sobre San Martín (Meta).

Autor: Oscar Javier Ferreira Vanegas,  compositor de varios himnos de importantes ciudades e instituciones de Colombia. 
El Himno a San Martín, “Gloria al Centauro Guerrero”, grabado con arreglos orquestales del Maestro Raúl Rosero Polo. Fue protocolizado como Himno oficial de San Martín de los Llanos, en la administración de Mario Villa, como alcalde de la ciudad. A San Martín Oscar Javier dedicó también el pasodoble “San Martín Tierra Hidalga”, y “La Fiesta Sanmartinera”. Óscar Javier coadyuvó en el proceso de la sede de Sayco en esta bella ciudad, iniciado por el Maestro Miguel Ángel Martín y Héctor Paúl Vanegas, realizado en la administración de Jorge Villamil como Presidente de Sayco y Jairo Usme como alcalde Municipal.